# Вулиця Гайдамацька (Львів)
Ву́лиця Гайдама́цька — вулиця в Шевченківському районі міста Львова, в місцевості Підзамче. Вулиця Гайдамацька бере свій початок від вулиці Богдана Хмельницького та прямує на північний захід до перехрестя з вулицями Замарстинівською та Софії Яблонської. Прилучається вулиця Союзу Українок.

## Історія та назва
- 1766 рік — середина XIX століття — вулиця Святої Пракседи, названа так на честь католицької святої Пракседи.
- Середина XIX століття — жовтень 1945 — вулиця Бальонова, назва пішла від шинка «Під Бальоном», що розташовувався тут у середині XIX століття.
- Жовтень — грудень 1945 року — вулиця Балонна.
- Грудень 1945 — 1946 рік — вулиця Балонова.
- Сучасна назва від 1946 року — вулиця Гайдамацька, на честь народних повстанців на Правобережній Україні — гайдамаків[7].

На вулицю виходив виявлений у 1900 році підземний хід, завширшки 1,5 м, від Княжої Гори (через тодішні вулиці Татарську, Жовківську).

## Забудова
В архітектурному ансамблі вулиці Гайдамацької переважають класицизм, сецесія, конструктивізм кінця XIX—початку XX століття, а також сучасна забудова 2010—2020-х років. У кількох місцях до вулиці примикають залишки садів, що колись належали приватним особам чи релігійним громадам.

### Будинки
№ 2 — будинок колишньої плебанії церкви святої Параскеви П'ятниці, збудований наприкінці XIX століття за проєктом архітектора Юліуш Гохберґер. Його стіни викладені смугами брунатної та охристої нетинькованої цегли.
№ 2а — двоповерхова будівля, споруджена на почату 1960-х років. Від 1962 року тут міститься Львівський дошкільний навчальний заклад ясла–садок № 95.
№ 2б — будівля здана в експлуатацію у 2020 році. Відтоді там міститься медичний центр фізичної терапії та медицини болю «Innovo».
№ 9 — будівля колишнього жіночого Василіанського монастиря Святої Катерини Олександрійської, який було закрито під час касаційних реформ австрійського уряду 1784 року. Ділянку та забудову ліквідованого монастиря придбав у 1812 році на аукціоні львівський міщанин Шульц, який згодом продав цю нерухомість аптекарю Томанку. 1828 року австрійський уряд викупив територію під казарми. Тут розташовувався 11-й транспортний дивізіон австрійського імператорського війська. Нині ця територія також належить військовим. Крім військової частини тут також розташована гарнізонна ветеринарна лікарня.
№ 11 — двоповерховий будинок, в якому за радянських часів працювала лазня № 6. Нині тут бізнес—центр СВ».
№ 12 — чотириповерховий житловий будинок з вбудованим підземним паркінгом, зданий в експлуатацію у 2016 році. Цокольний поверх новобудови займає магазин товарів для професійної кухні «Профмастер».

## Галерея

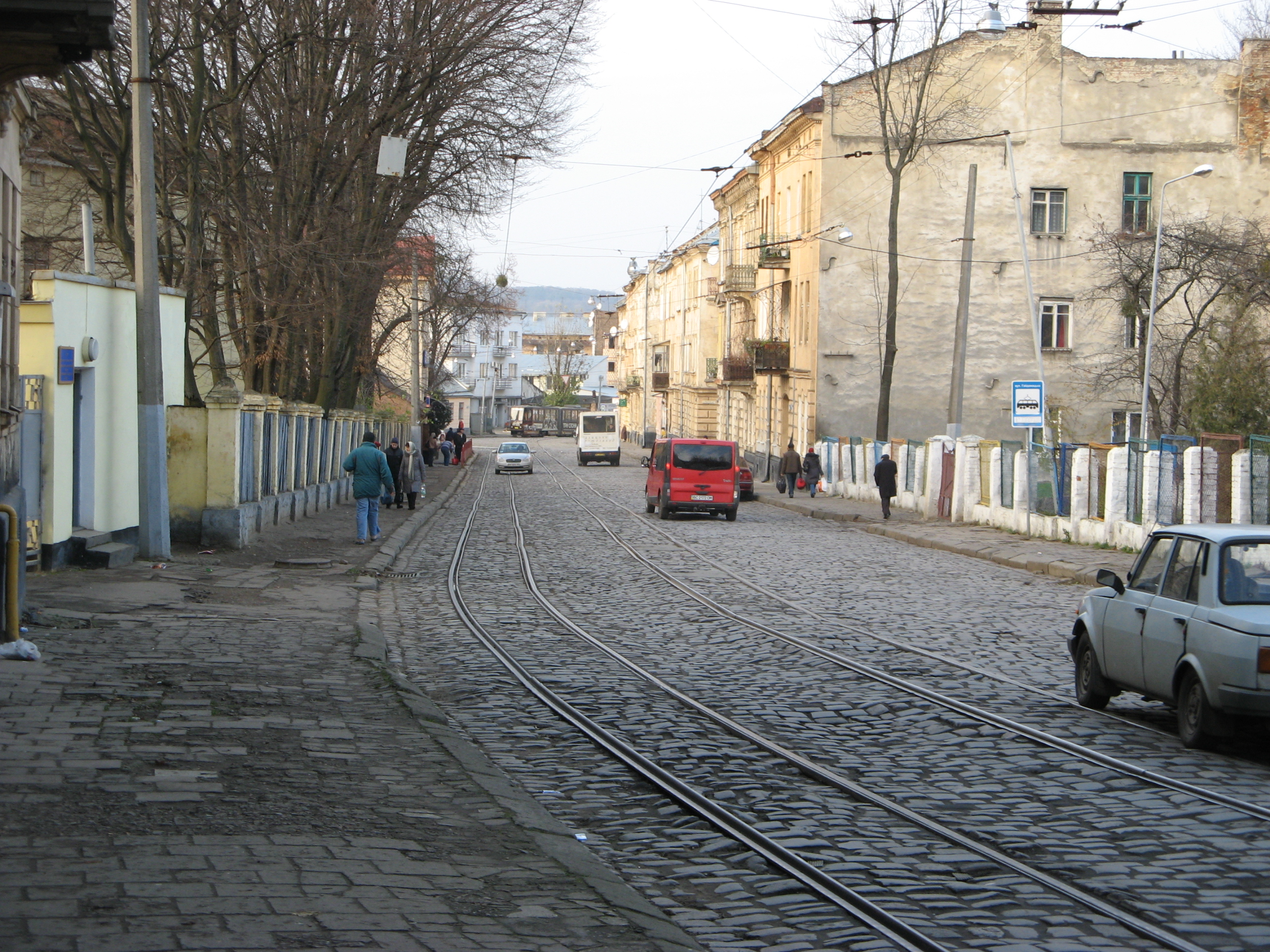
Вигляд на Гайдамацьку з боку вул. Б. Хмельницького
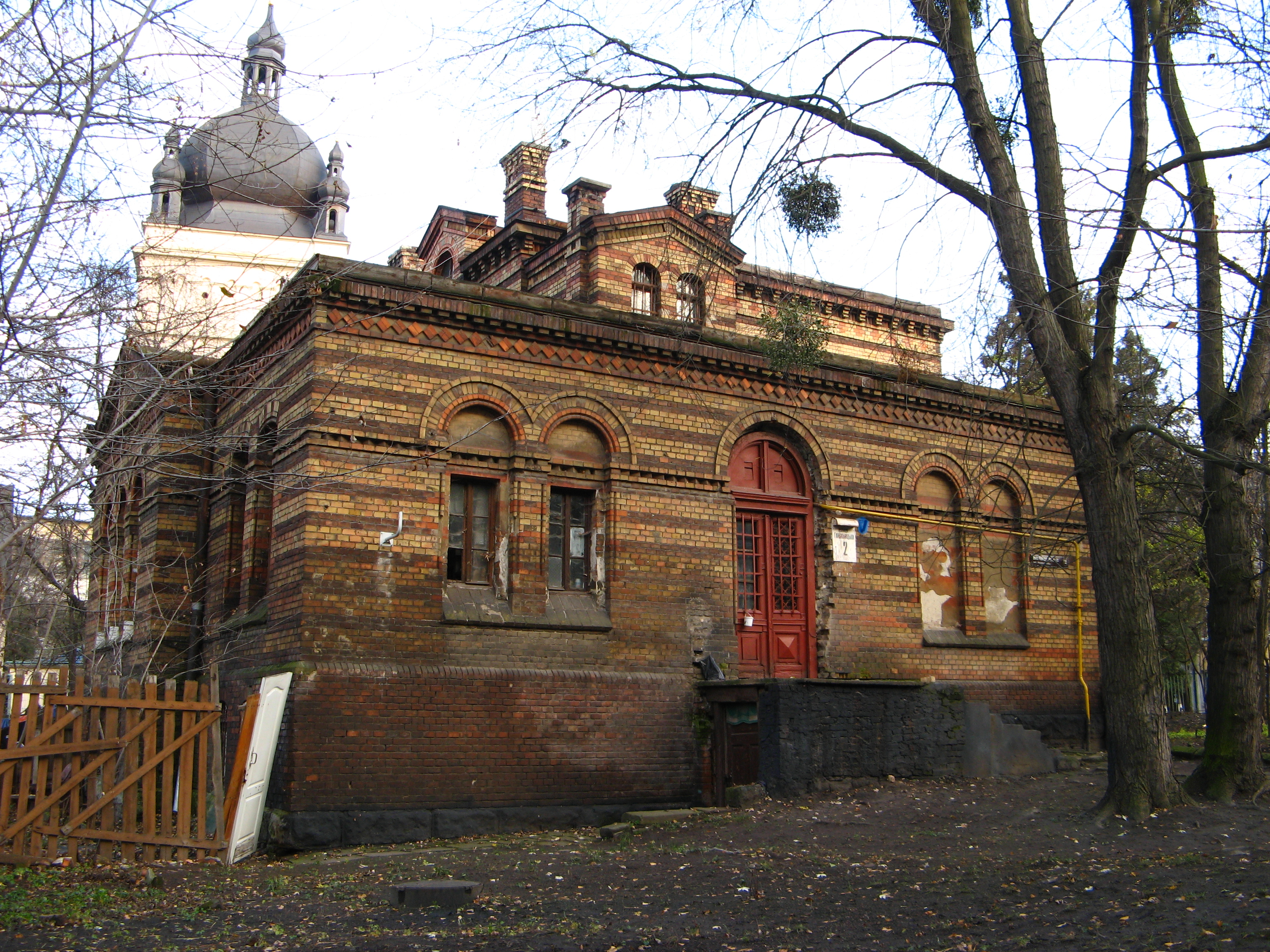
Будинок плебанії (вул. Гайдамацька, 2)
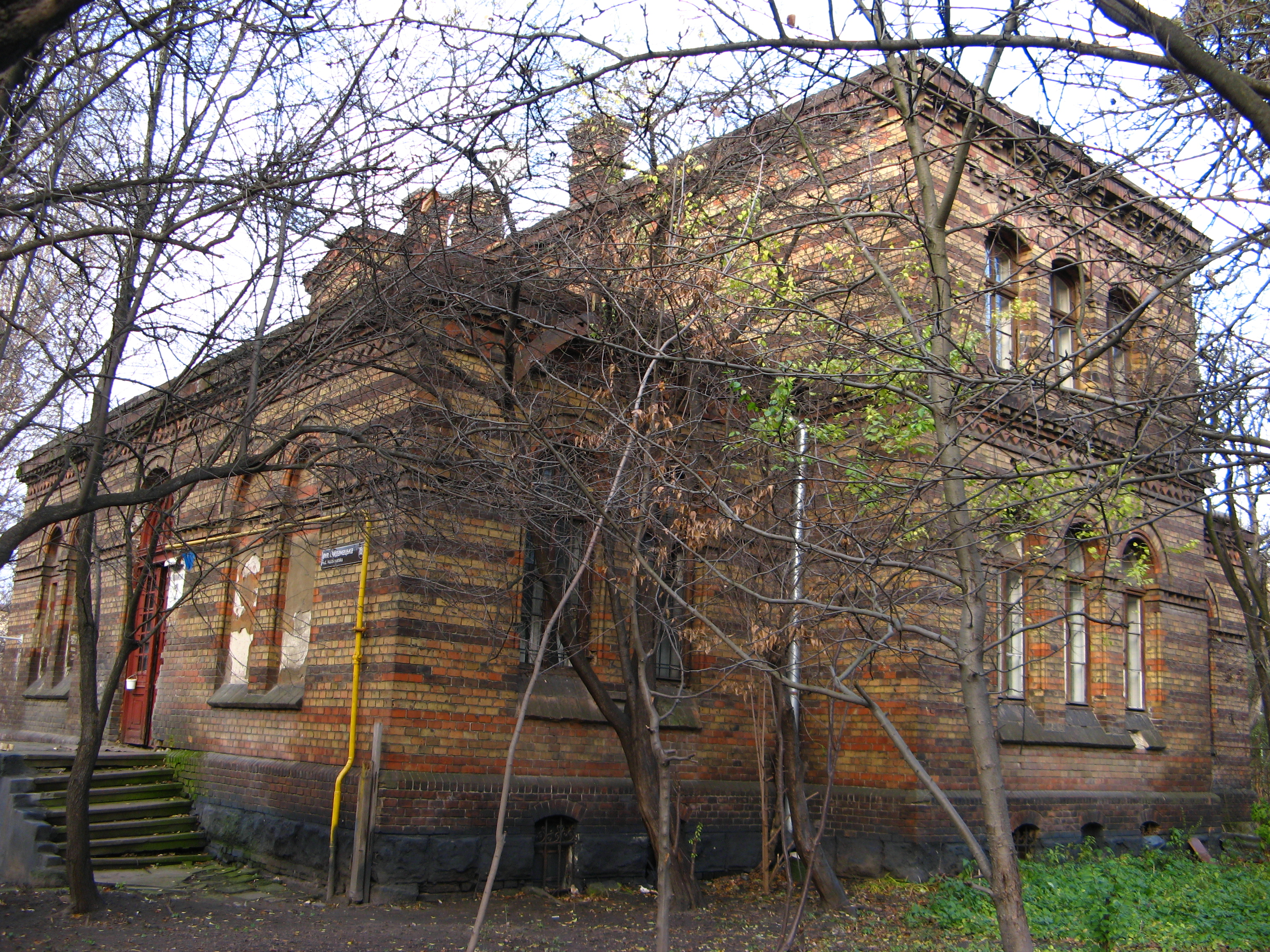
Будинок плебанії (вул. Гайдамацька, 2)